# Dancing With a Broken Heart
„Dancing With a Broken Heart” este un cântec al interpretei australiene Delta Goodrem. Acesta a fost compus de solistă în colaborare cu producătorul John Shanks, reprezentând al doilea extras pe single de pe cel de-al patrulea material discografic de studio al artistei — Child of the Universe.

## Clasamente
| Țară (Clasament)                            | Poziția maximă | Referință |
| ------------------------------------------- | -------------- | --------- |
| Australia (ARIA Singles Chart)              | 15             | [ 2 ]     |
| Australia (Airplay)                         | 30             | [ 3 ]     |
| Australia (iTunes Top 100)                  | 17             | [ 4 ]     |
| Australia (iTunes Top 100 — Pop)            | 11             | [ 4 ]     |
| Australia (Top 20 Australian Singles Chart) | 3              | [ 5 ]     |
| Australia (Top 40 Digital Track Chart)      | 24             | [ 6 ]     |
| Noua Zeelandă (iTunes Top 100)              | 54             | [ 4 ]     |
| Noua Zeelandă (iTunes Top 100 — Pop)        | 30             | [ 4 ]     |
| Olanda (iTunes Top 100)                     | 86             | [ 4 ]     |
| Olanda (iTunes Top 100 — Pop)               | 41             | [ 4 ]     |
| Spania (iTunes Top 100 — Pop)               | 113            | [ 4 ]     |